# New York-i bújócska
A New York-i bújócska vagy Bújj-Bújj szőke! 2004-ben bemutatott amerikai tinivígjáték film Mary-Kate Olsen, Ashley Olsen és Eugene Levy főszereplésével. A filmet Dennie Gordon rendezte, és 2004. május 7-én került az amerikai mozikba.
A történetben Mary-Kate és Ashley ellentétes személyiségű ikreket alakítanak, akik kalandokat élnek át New York városában.

## Cselekmény
Jane és Roxy Ryan apjukkal élnek. Anyjuk meghalt.
Mindketten New York-ba készülnek. Jane egy fontos beszédre készül, amivel a McGill ösztöndíjat szeretné megnyerni az Oxford-ra, Roxy pedig a kedvenc zenekara, a Simple Plan videóklipjének forgatására szeretne eljutni, mert van egy amatőr zenekara, aminek nagy előrelépés lenne, ha szerepelhetne egy profi zenekar klipjében.
Az utat nehezíti, hogy folyamatosan Roxy nyomában jár az iskola pedellusa, Max Lomax. Kimennek a vonathoz és felszállnak. Amikor jön a kalauz jegyet ellenőrizni, kiderül, hogy Roxynak nincs jegye, ezért a kalauz leszállítja a vonatról. Amikor visszamegy a vonatkocsiba, a kalauz meglátja Jane-t és azt hiszi, hogy Roxy próbál trükközni, ezért Jane-t is leszállítja a vonatról, hiába akarja megmutatni, hogy neki van jegye. Mikor Jane leszáll a vonatról, egy srác biciklijének a pedáljába akad a szoknyája.
Amíg Jane a vonat menetrend alapján érdeklődik a következő vonat felől, addig Roxy megpróbál taxit fogni, sikertelenül. Közben egy gengszter banda két tagja jelekkel kommunikál egymással. Az egyik közvetlenül Roxy mellett áll. Amikor észreveszi, hogy jönnek a szövetségi nyomozók, hogy lekapcsolják, közvetlen az előtt, hogy elkapnák, valamit Roxy táskájába ejt. A másik bandatag, Bennie Bang ezt látva felajánlja Roxy-nak, hogy elviszi őt és közben Jane is megérkezik. A lányok kicsit vonakodva, de végül elfogadják a fuvart, amit később megbánnak, Bennie ugyanis nem oda viszi őket, ahova gondolták, hanem elindul velük a gengszterbanda bázisához. Amikor megállnak,   a lányok kiugranak a kocsiból és megpróbálnak elmenekülni. De Bennie utánuk megy és a metróban utol is éri őket. Itt Jane megvillantja kínai tudását, Roxy pedig a harctudását és végül ezzel sikerül lerázniuk Bennie-t.
Jane észreveszi, hogy a notesze Bennie kocsijában maradt.
Ezt követően bemennek egy szállodába és besurrannak egy szobába rendbe szedni magukat. Eközben a szobában lévő kutya megeszi a csipet.  Majd megérkezik a szobába az ott lakó Trey Lipton. Jane és Roxy elmondják, hogy kerültek oda. Trey segít a lányoknak, hogy ne bukjanak le Trey anyja, Anne Lipton szenátorasszony  előtt, aki épp a szoba felé tart, közben véletlenül kidobják a kutyát, Rinaldót az ablakon, a lányok utánamennek, mert tudják, hogy benne van a csip. Menekülés közben Jane ismét összefut a sráccal a vonatállomásról, aki ezúttal majdnem elüti a bringájával. Bocsánatot kér és Jim-ként mutatkozik be.
A csip azért fontos, mert Bennie kicsivel korábban felhívta Jane-t, hogy Jane a kocsijában felejtette a noteszét. Ha vissza akarja kapni, találkozzanak és Jane adja vissza Bennie-nek a csipet. Jane belemegy, mert abban a noteszben van az egész élete.
Jane elmegy a Bennie-vel megbeszélt találkozóra, de a cserét nem sikerül lebonyolítani, mert Bennie túl durván próbálja kiszedni Rinaldóból a csipet. Jane inkább elfut Rinaldóval.
Közben Roxy elmegy a koncertre. Itt Lomax majdnem elkapja és közben Jane a nyakukra hozza Bennie-t is, de a tömeget kihasználva sikerül meglépnie a lányoknak. A csatornába menekülnek Lomax elől.
Közben Trey belesétál Bennie csapdájába.
A csatornából kiérve betévednek egy fodrász szalonba, ahol csak azt szeretnék megtudakolni, hogy merre találják a metrót, de a fodrászat vezetője megsajnálja őket, ezért kicsit rendbe szedik a lányokat.
Közben Lomax tovább üldözi őket.
Mikor a lányok kimennek a fodrászszalonból, Bennie hívja őket, hogy nála van Trey. Találkozzanak és bonyolítsák le végre a cserét.
A lányok és Lomax között autós üldözés indul. Bennie elkapja Jane-t és elviszi a banda tanyájára.
Roxy megtalálja Bennie limuzinját, benne Jane noteszét a sofőrülésen és Treyt is a csomagtartóban. Roxy kiszabadítja Treyt és elmennek a kongresszusra, ahol Jane-nek beszédet kell mondania.
Jane megszökik Rinaldóval és ismét Jimbe botlik. Jim elviszi Jane-t a kongresszusra. Jane következne a beszédével, de még nincs ott, így Roxy beugrik helyette, megpróbálva menteni a menthetőt. Miközben Roxy megy a pódiumra, kiejt pár papírt a noteszből, épp Jane beszéd jegyzeteit.
Közben megérkezik Jane. Roxy átadná neki a szót, de akkor megérkezik Lomax és elkapja Roxyt, aztán megérkeznek Bennie-ék és továbbra is a csipet követelik. Jane beszéde ezzel teljesen tönkre lett téve. Jane és Roxy megmagyarázzák mindenkinek, hogy mi is történt. Kiderül, hogy Lomax végig Bennie-éket üldözte. Lomax letartóztatja a bandát.
Roxy és Jane kibékülnek.
Jane mégis megkapja az ösztöndíjat, mert Hudson McGill (a fontos ember a vonaton) megtalálta és elolvasta Jane jegyzeteit, ami teljesen lenyűgözi.
Lomax ténylegesen felcsap rendőrnek, Roxyék zenekara pedig kezd befutni.

## Szereplők
| Szerep        | Színész         | Magyar hang      |
| ------------- | --------------- | ---------------- |
| Roxy Ryan     | Mary-Kate Olsen | Mánya Zsófi      |
| Jane Ryan     | Ashley Olsen    | Molnár Ilona     |
| Max Lomax     | Eugene Levy     | Székhelyi József |
| Trey Lipton   | Jared Padalecki | Hanvas Dániel    |
| Jim           | Riley Smith     | Móser Károly     |
| Bennie Bang   | Andy Richter    | Kerekes József   |
| Hudson McGill | Darrel Hammond  | Harmath Imre     |
| Dr. Ryan      | Drew Prinsky    | Rosta Sándor     |
| Bob Saget     | Bob Saget       | nem szólal meg   |